# Kinzigtal (Wolfach)
Kinzigtal ist ein Stadtteil von Wolfach im Ortenaukreis in Baden-Württemberg.

## Lage
Das Gebiet liegt östlich von Wolfach, in Richtung Schiltach im gleichnamigen Kinzigtal. Zentrum ist die Siedlung Halbmeil.
Folgende Weiler, Höfe, Täler und Wohnplätze gehören zur Ortschaft Kinzigtal:
- Halbmeil mit dem Spinnershof, Leibach, Sulzbach, Erdlinsbach, Grub, Horben
Das Gebiet Vor Leubach kam am 1. Juli 1978 zu Schiltach.[1]
- St. Roman
- Langenbach
- Übelbach
- Heubach
- Ippichen

## Geschichte

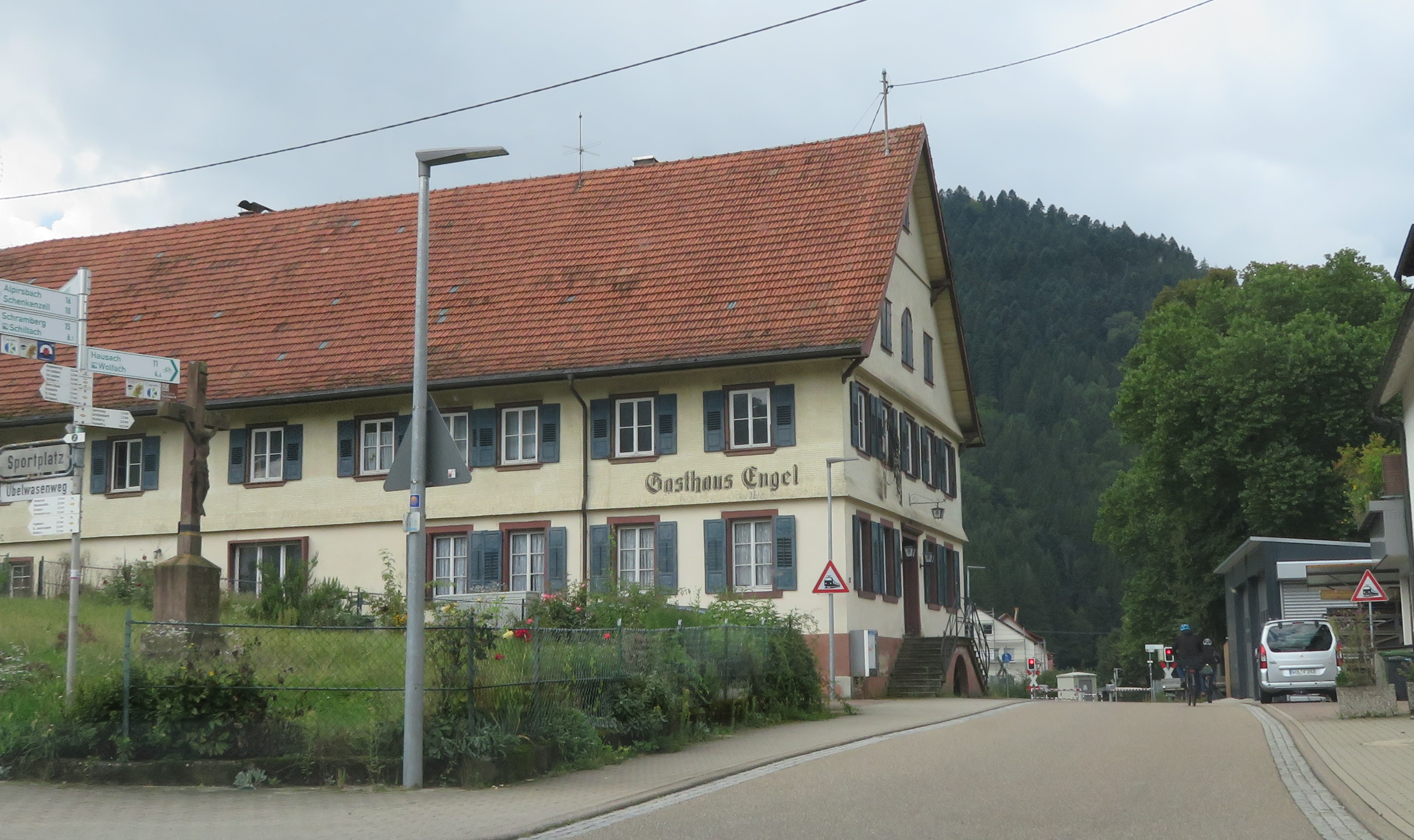
Das Gasthaus Engel in Halbmeil

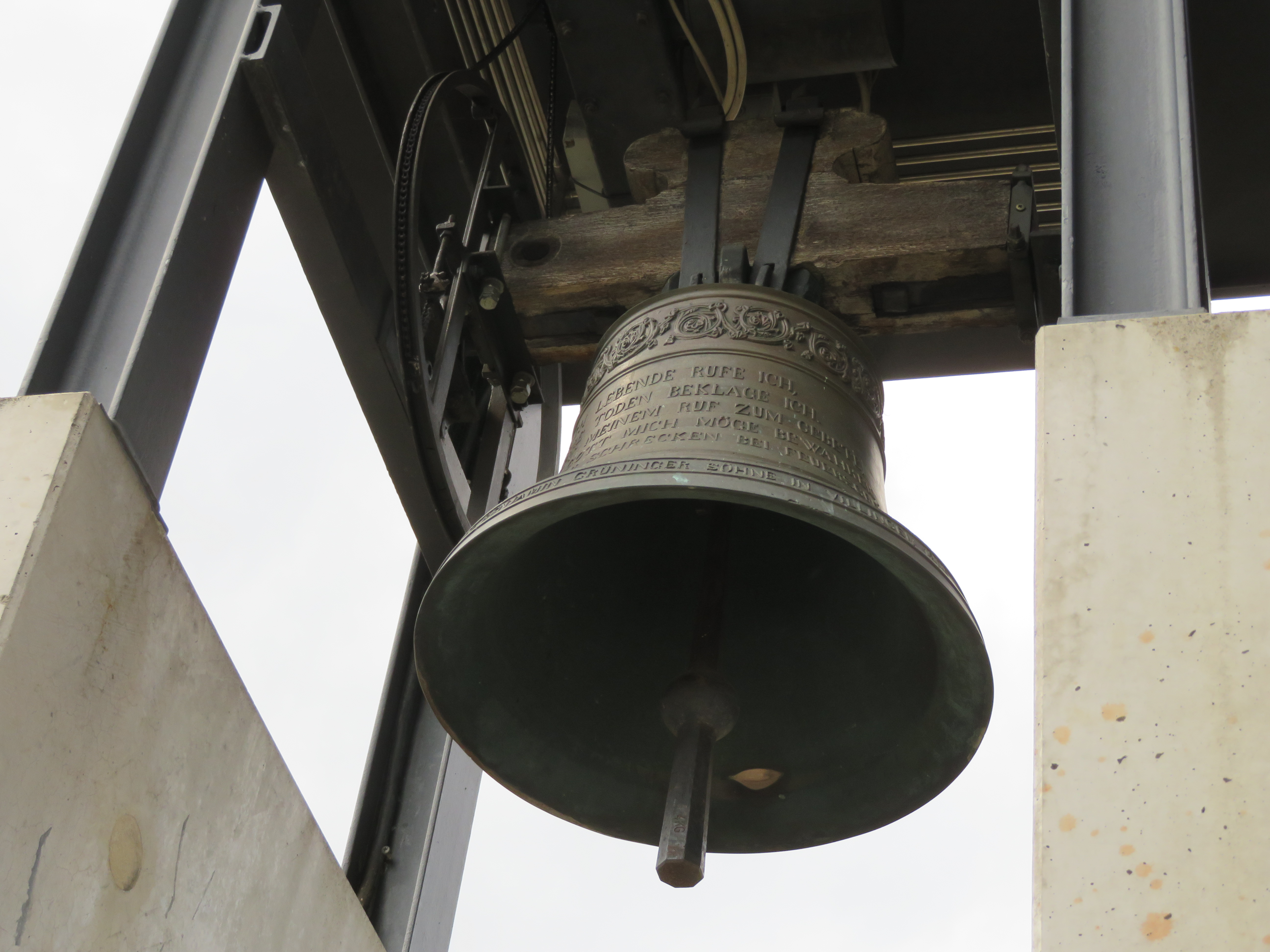
Die Glocke des einstigen Schul- und Rathauses

Erste Erwähnung erfolgte als Kinzichental im Jahre 1246. Der Stab Kinzigtal war innerhalb Fürstenberg für Halbmeil und die umliegenden Täler zuständig. Sitz dieses Stabes war das „Oberthörle“ (auch „Schiltacher Thor“ genannt) in Wolfach. Nachdem dieses 1849 abgebrannt war, wurde das Rathaus nach Halbmeil verlegt. Kinzigtal wurde im Jahre 1832 eine eigene Gemeinde. Am 1. Dezember 1971 wurde diese nach Wolfach eingemeindet. In Kinzigtal wird die Fürstenberger Tracht gepflegt. Kinzigtal-Halbmeil ist Haltepunkt an der Kinzigtalbahn. Ein ebenfalls in weiten Teilen zu Kinzigtal gehörendes Nebental der Kinzig ist das Heubachtal bei Schiltach.

## Demographie
Einwohnerzahlen nach dem jeweiligen Gebietsstand.
| Jahr | Einwohnerzahl |
| ---- | ------------- |
| 1834 | 1.189         |
| 1852 | 1.299         |
| 1885 | 1.247         |
| 1939 | 1.032         |
| 1961 | 1.146         |
| 1970 | 1.106         |

## Kirche
Vor der Reformation gingen die Kinzigtäler in Schiltach zur Kirche. Als Schiltach jedoch reformiert wurde, ging man in Wolfach zur Kirche; die Evangelischen gehören aber bis heute zur Schiltacher Kirchengemeinde. Kinzigtal ist überwiegend katholisch, da es früher, wie Wolfach, bis ca. 1800 zu Fürstenberg gehörte. St. Roman ist bis heute eine eigenständige Pfarrei. St. Roman liegt im Sulzbächletal, einem kleinen Seitental der Kinzig. Kinzigtäler Bürger, die katholisch sind und nicht zur Pfarrei St. Roman gehören, welche sich nicht an Gemeindegrenzen hält, gehören zur katholischen Kirchengemeinde Wolfach, besuchen teils aber auch die inzwischen ebenfalls vorhandene katholische Kirche in Schiltach.

## St. Roman

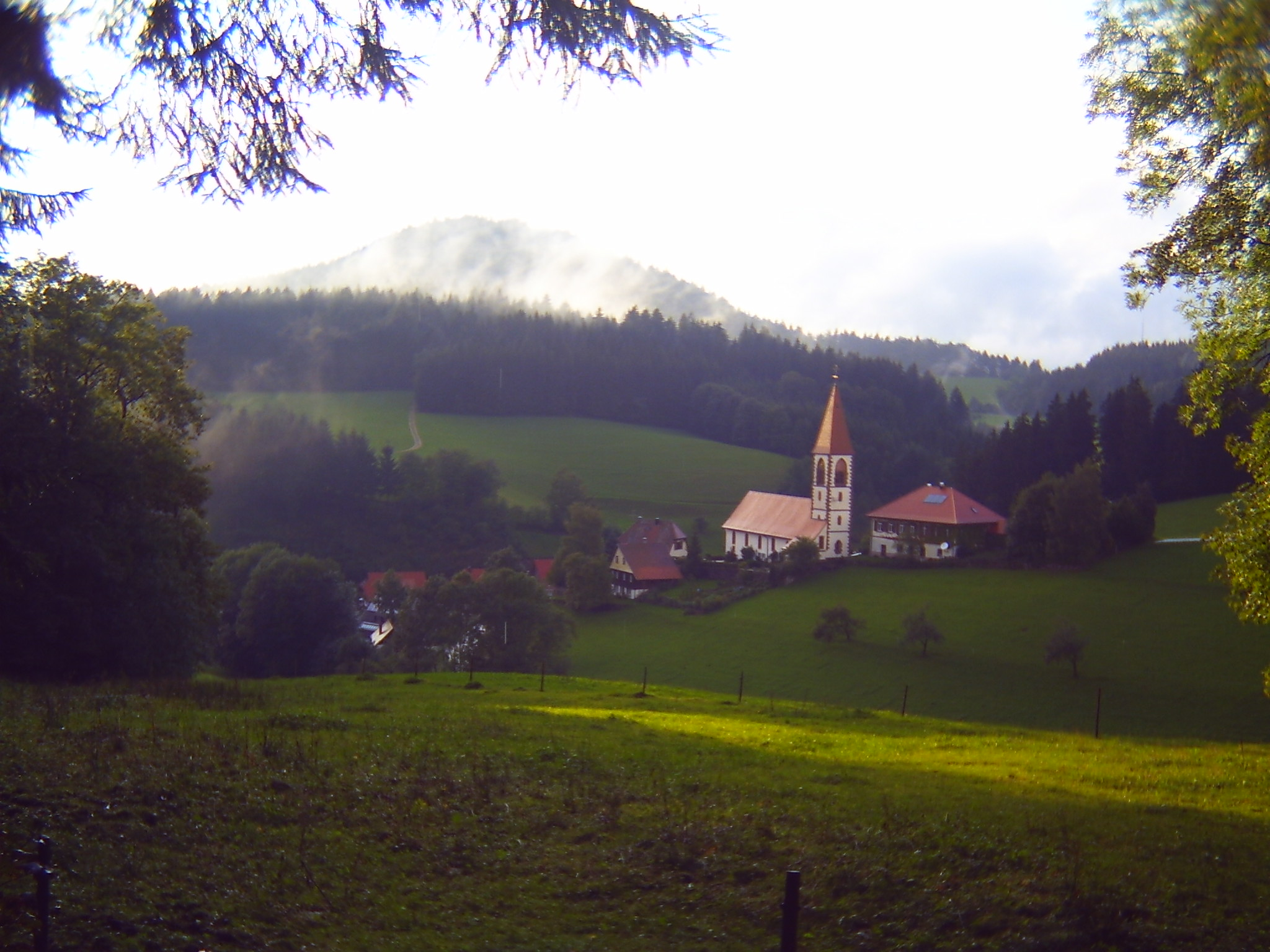
Bergdorf St. Roman mit Kirche, geweiht dem Hl. Romanus

St. Roman liegt in der Schwarzwälder Berglandschaft. Es besteht eine 12,5 km lange Ski-Langlaufloipe.
Die Kirche in St. Roman wird erstmals als Filialkirche von Wolfach 1360 erwähnt. 1784 wird sie zur Pfarrkirche. 1922 bis 1923 wird sie erweitert.
Der Wanderweg Hansjakobweg I führt hier direkt an der Kirche vorbei, wo auf dem Friedhof das Försteroriginal Fürst vom Teufelstein begraben liegt.
Auf der Gemarkung Kinzigtal liegt in der Nähe von Schiltach der Dohlenbachwasserfall, ein Wasserfall mit 4 Gefällstufen über 30 m, der allerdings sehr schwer zu erreichen ist.